# 拜特倫·伊斯特萬
貝克良伯爵拜特倫·伊斯特萬（匈牙利語：Gróf bethleni Bethlen István；1874年10月8日—1946年10月5日），匈牙利王國政治強人，在一戰後的反革命武裝中扮演要角，為霍爾蒂·米克洛什攝政王建立王國立下汗馬功勞，拜特倫於1921-1931年間擔任首相期間，建立了以聯合黨為中心的威權體制，透過經濟改革、大規模建設與國際合作，他治理下的匈牙利在經濟、福利與實業上取得長遠進步，享有「拜特倫繁榮」美譽，他本人亦被尊稱為「偉大鞏固者」。儘管經濟大蕭條及法西斯主義者的崛起讓他於1931年辭職並退出聯合黨，仍繼續領導保守派對抗法西斯派，並作為霍爾蒂的幕僚參與決策，德國推翻霍爾蒂政府後，拜特倫因為其反德態度遭到通緝，儘管拜特倫一直秉持反軸心國立場但仍遭蘇聯俘虜，最終在莫斯科的布提爾卡監獄病逝。
作為匈牙利王國執政最久及最強勢的首相，從1920年泰萊基·帕爾上台起直到1944年卡拉伊·米克洛什政府被德國強制解散標誌匈牙利王國作為獨立國家的尾聲，他也在期間每一屆政府的成立與廢止發揮重大影響，也被稱作「第二位國家創始人」，是匈牙利王國國祚的中心人物之一。

## 早年
拜特倫是拜特倫·伊斯特萬伯爵和泰萊基伯爵之女伊洛娜三個孩子中的第三個，1883年起在貴族寄宿學校特蕾西亞學校就讀，直到1893年考入布達佩斯大學的法學院，1897年畢業後在布達佩斯當律師。1901年娶作家拜特倫·瑪格麗特女伯爵為妻，育有三子：安德拉斯、伊斯特萬和加伯爾。

## 政治生涯

### 早期
1901年起他以自由黨籍國會議員的職位開始從政，直到一戰結束後，拜特倫先後參加過三個政黨，一戰戰敗後，拜特倫批評卡羅伊·米哈伊總統的左傾共和主義政策，協助海軍總司令霍爾蒂·米克洛什恢復匈牙利王國，並作為匈牙利使團的一員出席特里亞農條約會議。

### 首相任內

#### 維穩
必須將政黨之間的致命爭鬥限制在界限內，尤其是那種將在人民間以威脅取代裨益浮現的階級鬥爭元素，特別是下層階級的心靈，將現存的道德價值摧毀而非彰顯。。
——拜特倫
卡爾一世的政變殷鑑不遠，霍爾蒂要求拜特倫在奉行全民普選的同時，為祖國建立一個能夠排除異己的強大政府，當時，匈牙利最具民意基礎的政客是以農民出身、對民主制下的土地改革贏得民心的農業部長薩博·伊斯特萬，拜特倫身為貴族保守派的一員，卻又因為與其關係緊密的霍爾蒂驅逐卡爾一世而受正統派詬病，為此，拜特倫退出基督教國家統一黨，邀請薩博·伊斯特萬一起成立全新的統一黨，藉以得到農民支持並贏得1922年大選，但當選後，拜特倫很快違背競選時對土地改革的溢美之詞，將薩保與他的派系推往幕後，將土地改革以更維護大地主利益的方式實現了。
穩固局勢後，拜特倫操縱選票、分配職務和改變選舉法，成功將國內兩個最強大的勢力，即貴族和猶太實業家團結成霍爾蒂體制屋簷下新的寡頭集團，拜特倫也試圖工會協商以消彌矛盾，並在上任後七個月內與左翼反對派匈牙利社會民主黨主席裴爾·卡羅伊密定拜特倫-裴爾條約，根據兩人的密約，裴爾將不再從公務員、鐵路工人和郵遞員招募黨員、同時停止組織群眾罷工和共和主義宣傳、停止反對拜特倫的外交立場，作為回報，拜特倫將保障社民黨人的合法地位及出版刊物的自由、承諾他們在議會最高24席（10%）的席位，拜特倫也只會將他的重拳出擊於「真正構成公共危險的人（即共產黨和法西斯派）」，成功在10年內遏止了匈牙利的大規模政治運動，確立他日後的施政的根基。
同年，拜特倫通過縮小投票權的法案，迫使大城市外的居民必須公開投票，隨後又將法西斯傾向的副主席根伯什·久洛及其派系開除出出統一黨，匈牙利在泰萊基·帕爾時代取得的民主再次塵寂，統一黨得以蟬聯執政黨地位。

#### 改革

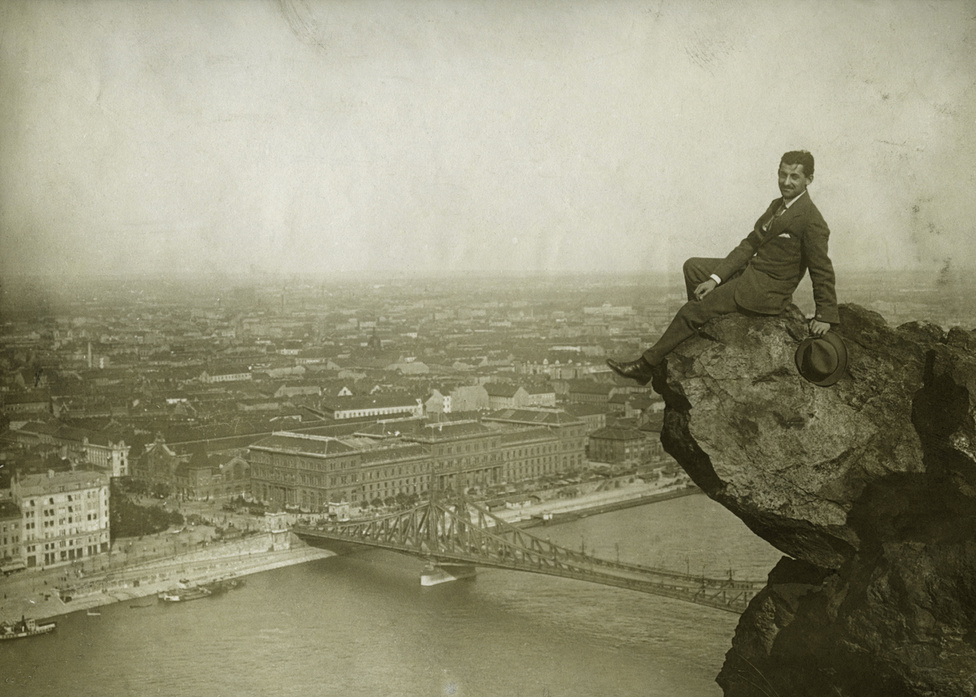
1920年代的匈牙利

拜特倫的經濟政策包括主導國家銀行、新貨幣彭戈、健康保險、公共建設、教育、匈義聯盟和加入國際聯盟等政策，失去55%的工業設施後，匈牙利經濟大量依賴於出口農產品，其復甦並非一蹴可及。他們的首要目標是讓匈牙利的戰時經濟轉化成和平時期的模式，並積極邀請外資投資匈牙利，以實現工業化。拜特倫政府同時對農業、旅遊業、運輸業和電力工業業者提供貸款，鐵路、電氣業和飯店是匈牙利鍍金時代的標誌，匈牙利的經濟已超越一戰爆發前一年的水準，其經濟發展水準在1939年達到西歐國家的53.8%。
1920年代，匈牙利工農業生產迅速成長，對外貿易蓬勃發展。因此以喬林·費倫茨為代表的工業家崛起，在匈牙利享有較高的權威，但拜特倫政府也重用如胡薩爾·卡羅伊等民主社會主義人物執掌國家社會保險研究所，統籌社會福利、社會保險等政策。
上述功績成功為其統治時期贏得了「拜特倫繁榮」的美譽，在社會政策改革中，社會保險的重組無疑值得一提。1927年擴大了強制疾病和意外保險的受益範圍，同時提高了被保險人的社會福利。一年後，即 1928 年，引入了強制性的老年、殘疾、鰥寡和孤兒保險 （這些主要涵蓋城市各階層工人，但不包括農業工人。），住房和公共衛生領域也取得了顯著進展，新建住宅數量、每十萬居民醫生人數、嬰兒死亡率等統計數據亦證明了這一點。

#### 外交
外交方面，拜特倫政府的最終目標是扭轉特里亞農條約的影響和最小化德蘇影響，這意味著匈牙利終將從羅馬尼亞王國、捷克斯洛伐克和南斯拉夫王國的手上收回失土，因此，他鼓動鲁塞尼亚人和斯洛伐克人爭取自治权，让他们决定自己的归属，基于民族平等原则在特兰西瓦尼亚实行自治，并在匈牙利人是少数的南部地区建议举行公投。
但上述三國最終組成小協約國，受法國保護，拜特倫政府轉向英國與法西斯義大利，與義大利於1927年簽訂友誼條約。

#### 危機
1926年，匈牙利的偽造法郎事件東窗事發，迅速延燒成一項惡名昭彰的政經醜聞，此次事件是由前任國王卡爾一世的親信拉約斯溫迪施-格雷茨親王發起用以打擊法國經濟並為匈牙利政府籌取資金，且德國民族主義運動也參與其中，被各界視作針對一戰後匈牙利對協約國的復仇，由於霍爾蒂長期以對英法等前協約國「一邊倒」的態度換取經濟復甦的資本，與德國的再度交好形成了嚴重的危機。法國總理阿里斯蒂德·白里安欲藉機把涉及此案的拜特倫趕下台並換上更自由派的人選，幾位策劃者提供了拜特倫參與的罪證，他雖透過直接控制整個審判過程來掩蓋自己的角色，但面對巨大的輿論壓力，拜特倫也無奈向霍爾蒂遞交辭辭。然而霍爾蒂拒絕他的請辭親自挽回拜特倫，拜特倫最終僅重組以內政部長拉科夫斯基·伊凡為首的內閣回應政敵，在這場案件期間，拜特倫成功讓自己被塑造成對抗西方的英雄，因此結案後他的聲望不降反升，而法國則視不能咎責拜特倫為一大失敗，因為這最終對匈牙利、德國等前同盟國的民族主義和凡爾賽體系修正主義運動鋪平了道路。

#### 倒台

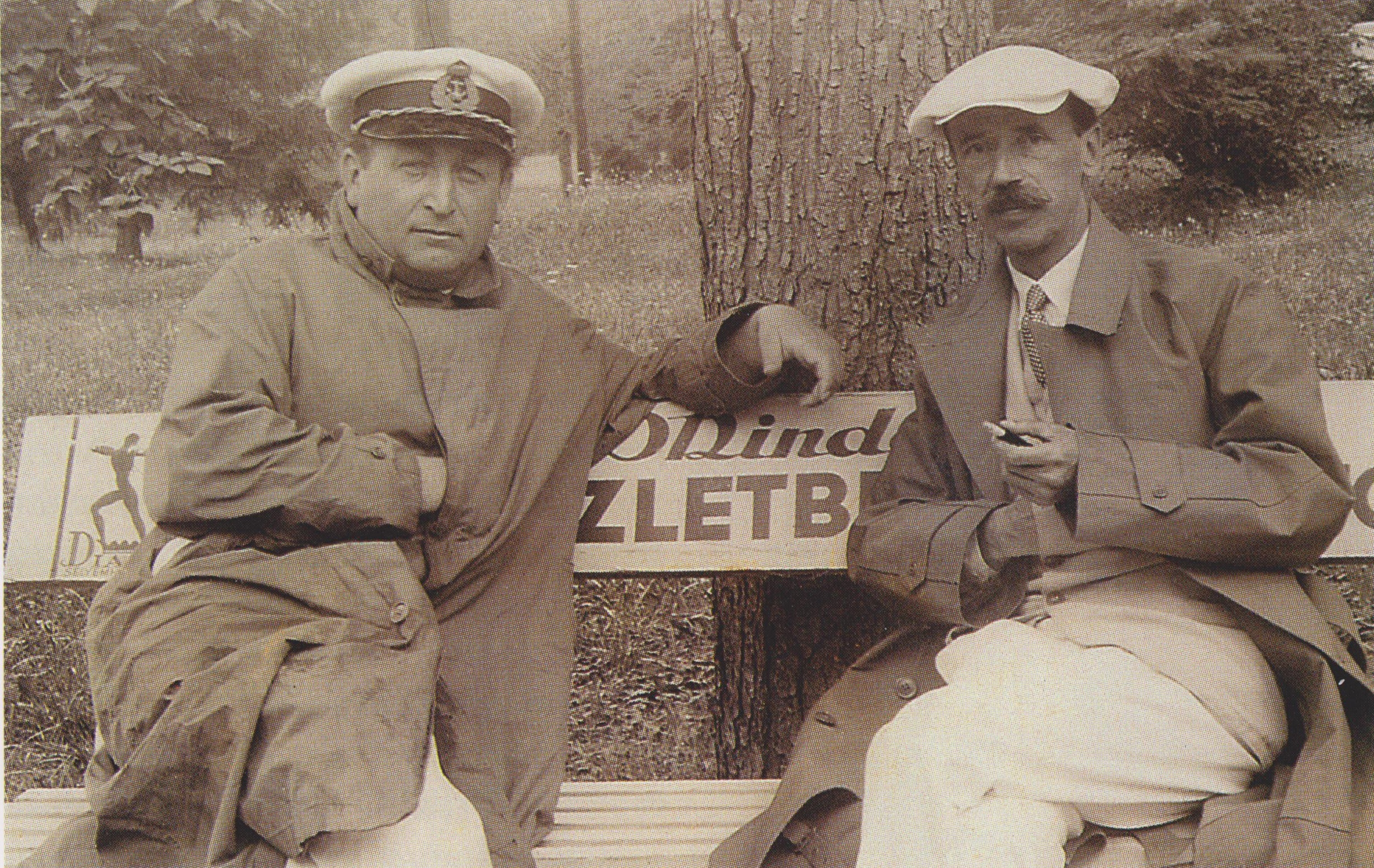
拜特倫與根伯什

當霍爾蒂體制漸趨完善後，他再度放寬對選舉權等對平民權益的限制，並廢除了有歧視之嫌的大學名額依種族分配法律，但不久後，經濟大蕭條爆發，拜特倫無力解決，根伯什藉機起事挑戰拜特倫，最後於1931年下台。在他十年的首相生涯中，曾代理了財政部長（1921）、外交部長（1924）、司法部長（1924）、農業部長（1929）的四項內閣職務。
拜特倫辭相後，他仍然作為繼續作為執政黨主席和霍爾蒂的顧問手握大權，尤其走馬上任的新首相卡羅伊·久洛有受情非得已之嫌，拜特倫的得意門生克里斯茨-費斯切·費倫茨則坐上內政部長的寶座，故拜特倫得以繼續扮演「灰衣主教」操縱大局。不過，卡羅伊的經濟政策未能改善低迷的經濟，恐怖分子發動比亞托巴及襲擊事件使局勢惡化，克里斯茨-費斯切獻計以戒嚴並搜捕共產黨人穩定情勢，更助長根伯什派反抗政府的氣焰，窘況交迫下，拜特倫發表公開信，呼籲卡羅伊辭職。

### 作為幕僚

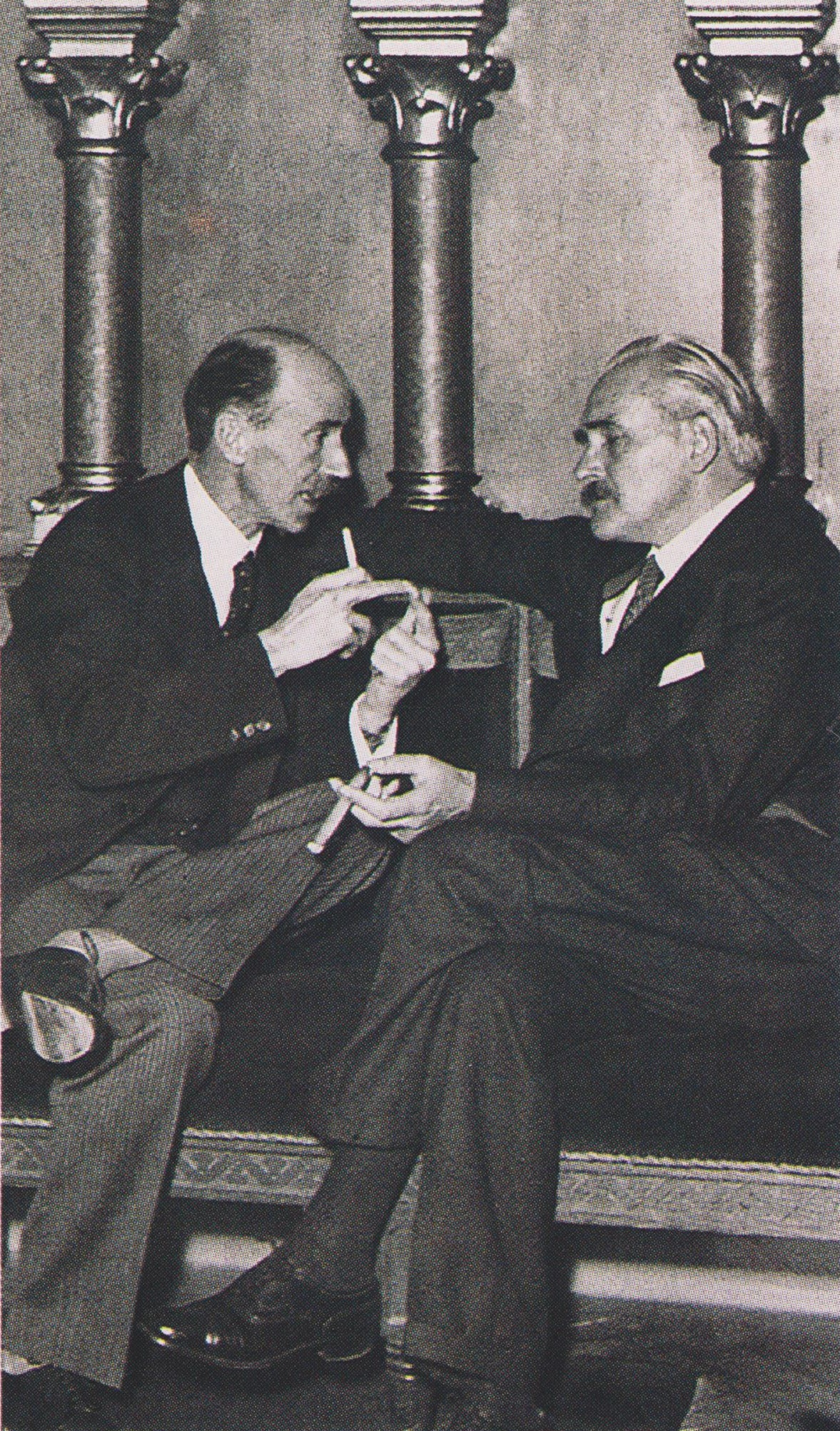
拜特倫與卡拉伊

根伯什上台後，透過「國家工作計畫」穩固經濟打下良好聲望，便開始了清算拜特倫與其黨羽的計劃，克里斯茨-費斯切被迫去職，這種行為最終惹怒了霍爾蒂，拜特倫派得以再掌大權，他成功策反根伯什的二把手達拉尼·卡爾曼在其病逝後取而代之，使達拉尼任內執行對根伯什的修正主義，直到伊姆雷迪·貝拉發表其「奇蹟革命」演講前，匈牙利的外交政策都往拜特倫期望的親英路線發展。同時，他也積極於奔走國際以巡迴演講以服務政府的事業，面對匈牙利向德國靠攏後，拜特倫強烈譴責外交政策及其衍生的反猶太法律。
直到匈牙利被德國佔領為止，拜特倫長期作為霍爾蒂最信賴的親信影響其決策，後來的首相卡羅伊·久洛、根伯什·久洛、達拉尼·卡爾曼、伊姆雷迪·貝拉、巴爾多希·拉斯洛陸續失勢，背後也有拜特倫的影子。1943年，拜特倫開始嘗試與西方單放面和談，在1944年匈牙利退出軸心國政變時，拜特倫也發揮了關鍵作用，他為霍爾蒂推薦了有第二個拜特倫之稱的外交部長卡拉伊·米克洛什出任首相。

## 晚年
納粹德國推翻霍爾蒂後，拜特倫遭追捕，他在逃亡途中兩次中風，蘇聯佔領匈牙利後，拜特倫雖表現合作態度仍被押至莫斯科，一些觀點認為蘇聯畏懼拜特倫的影響力將能團結匈牙利的反共勢力，1946年10月5日，拜特倫在蘇聯布提爾卡監獄醫院逝世，享壽71歲，蘇聯長期隱瞞了拜特倫的死訊，直到1993年，拜特倫的下場才為世人所知，隔年，他的象徵性骨灰被埋葬在阜姆路墓地。

## 評價

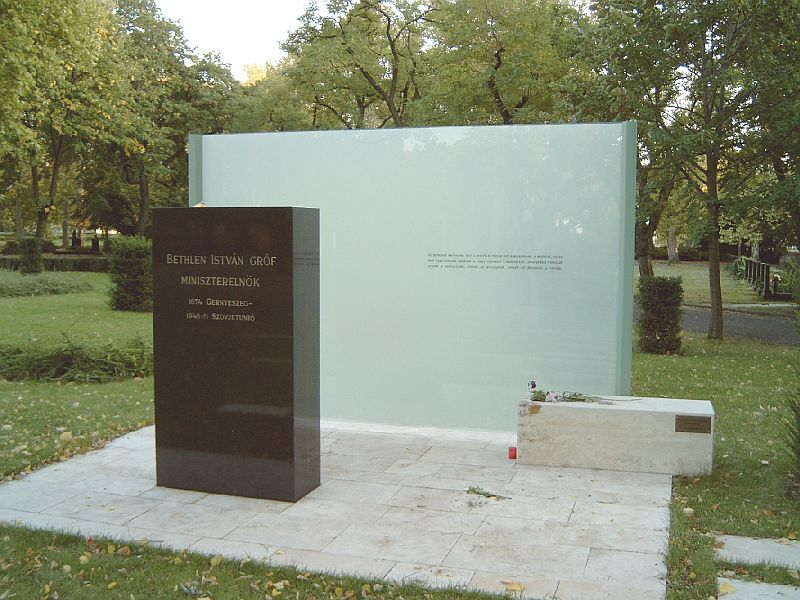
拜特倫·伊斯特萬紀念碑

在 Osiris Kiadó 的主編 Gyurgyák János 的演講中，題為《爭論的十字火中：贊成與反對拜特倫》的歷史學特色演講中，他逐一探討了不同歷史時期後人對拜特倫的看法，然後在演講結尾表明了自己的立場：“無論是辯護性的文學，還是拜特倫那些狡猾和狡詐的政治同僚的著作和回憶錄，亦或是Szabó Dezső的預言性熱情和誇大之詞，又或是民眾對他的隱藏的憎恨，以及本土社會民主黨人和自由派對他的多方面可取之處的批評，以及市民激進派的真相和有毒之箭，都不能動搖我對貝克良伯爵伊斯特萬的信仰，他一直是匈牙利的最後一位政治家，是一個偉大的匈牙利政治階層的最後一位重要代表，即使他沒有達到，也許由於當時的環境原因，無法達到戴阿克·費倫茨或塞切尼·伊什特万的高度，但仍然值得我們的尊敬。”